# 系统基因组学
系统基因组学泛指在系统发生学分析中运用基因组尺度的序列分析数据的研究方法。随着2010年代下半高通量测序平台的飞速发展以及简化测序策略的开发，在较短时间内获得成百上千的基因座数据已经成许多生物研究领域的常规，而相应的系统发生分析工具的开发使研究者可以比对不同个体的整个或部分基因组，无需拘囿于单个或少数基因，从而更为准确客观地推断不同分类元或群落层级的生物演化历史。